# Сонора
Соно́ра (ісп. Sonora, науатль Sonora) — штат Мексиканської Республіки, розташований на північному заході країни, на узбережжі Тихого океану. Межує зі штатами Чіуауа на сході, Сіналоа на півдні та Баха-Каліфорнія на північному заході. На півночі межує із американськими штатами Аризона і Нью-Мексико, на заході омивається Каліфорнійською затокою.
Сонора економічно важливий центр тваринництва (велика рогата худоба), центр гірничої промисловості і популярна серед туристів своїми пляжами. У культурі вона відома своїм стилем музики під назвою нортеньйо.

## Історія

### Період нестабільності (1831—1871)

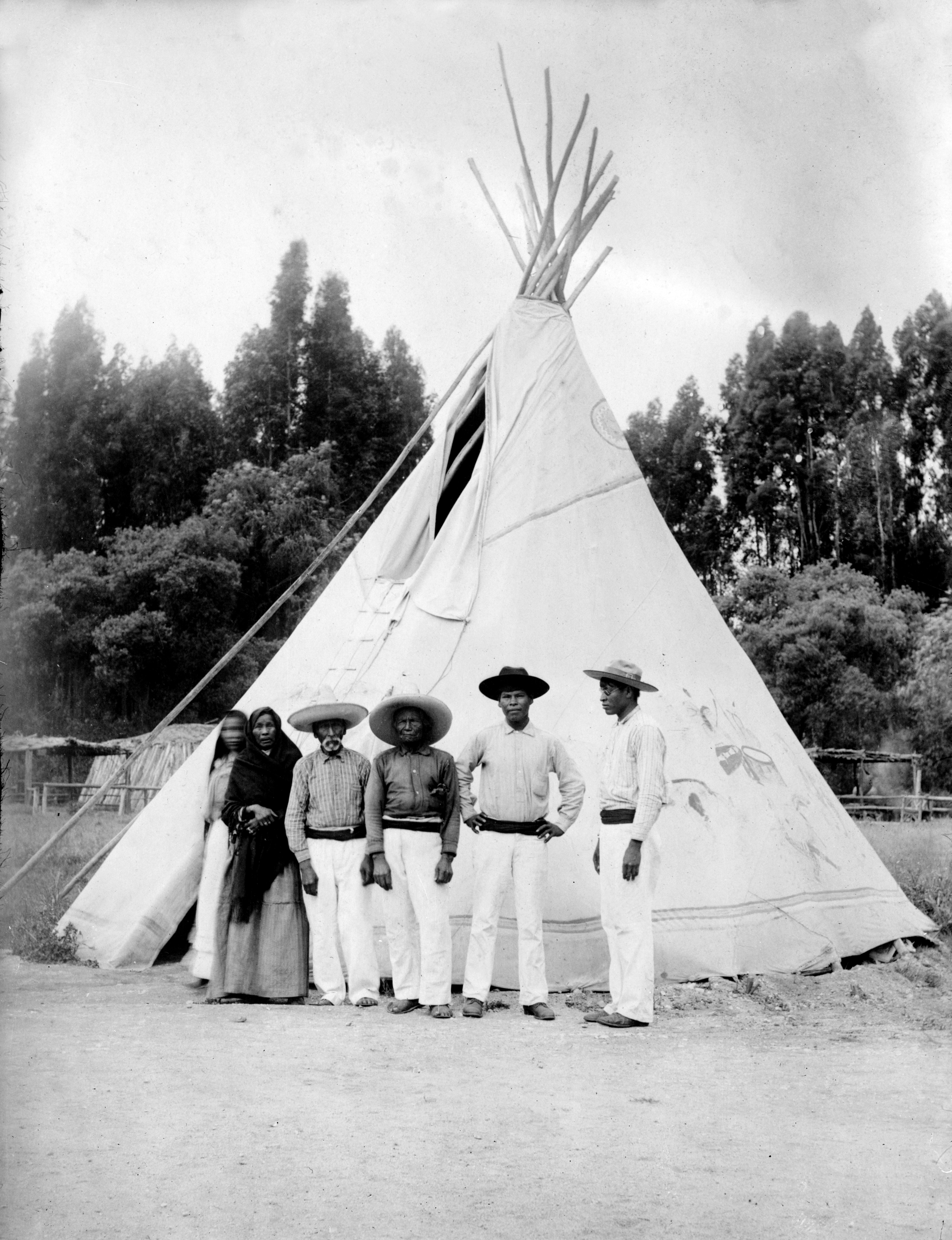
Плем'я які біля своєї оселі

У 1823 році колишні іспанські провінції Сонора, Остімурі та Сіналоу були розділені для утворення штатів Сонора та Сіналоу зі столицею Соноран у місті Урес. У 1824 році вони були об'єднані в один штат, але у 1831 році, після укладення першої Конституції штату Сонора, були утворені два окремі штати. Столицею Сонори стало  місто Ермосійо. В 1832 році столиця була перенесена до міста Аріспе. У 1835 році уряд штату платив племені апачі по 100 песо за кожен скальп з голови іспанця. У період 1820—1835 років  ними було вбито бл. 5000 поселенців. У 1838 році столиця була повернута знову до Уресу. 
У XIX ст. на родючі землі племен майя та я́кі почали наймати робітників з півночі Америки та емігрантів з різних країн. До кінця XIX ст. в штаті працювали на земельних ділянках вихідці з Німеччини, Італії та Росії також емігранти з Близького Сходу в основному з Лівану, Сирії та Китаю. Найманці з різних країн не лише розвивали сільське господарство, а й гірничодобувну промисловість, тваринництво, металоливарне та текстильне виробництво.
Фактично до Американо-мексиканської війни Сонора була одним з найбільших штатів Мексики. У жовтні 1847 року військовий корабель «USS Cyane» обложив Гуаймас, в результаті чого Сполучені Штати контролювали цю частину узбережжя до 1848 року. Після закінчення війни згідно договору Гвадалупе Ідальго Сонора втратила 21.243 км²  своїх територій, а у 1853 році після покупки Гадсдена Сонора втратила ще 46.670 км². Більшість районів сьогодні є складовими штату США Аризона на півдні від річки Гіла, та частиною сучасного південно-західного штату Нью-Мексико. До кінця 50-х років XIX ст. економіка Сонори перебувала в жахливому становищі. Лише після того, коли губернатор  Ігнасіо Пескуейра почав залучати іноземних інвесторів на гірничодобувну галузь, а також працював над створенням ринків за кордоном для експорту сільськогосподарської продукції, економіка штату почала суттєво поліпшуватись.
Під час французької інтервенції до Мексики Сонора також опинилася під керуванням французького наставника, імператора  Максиміліана І. Під командуванням Армандо Кастагні французькі війська захопили порт Гуаймас, змусивши мексиканські сили на чолі з генералом Патоні відступити далі на північ. У 1866 році у битві під Льянос-де-Уресом французи зазнали серйозної поразки від мексиканських військ на чолі з командирами Пескуейром, Хесусом Гарсіа Моралесом і Анхелем Мартінесом. У 1871 році була затверджена нова конституція штату, столиця штату була знову повернулася до  Ермосійо.

### Режим Порфіріо Діаса (1880—1910)

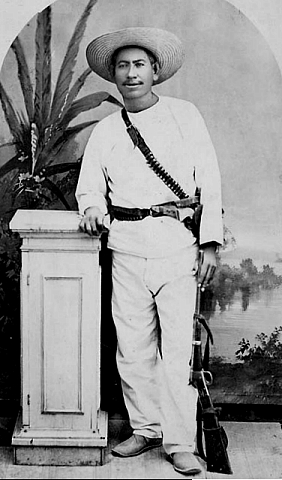
Хосе Марія Кахеме

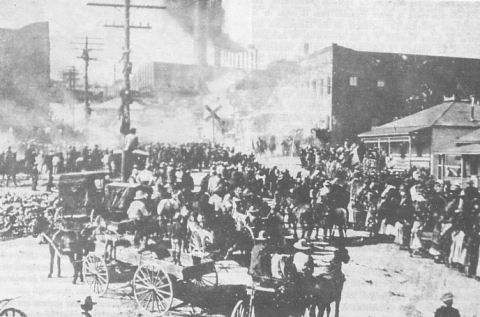
Канана. Страйк гірників (1906)

Наприкінці XIX- початку XX ст., в період режиму Діаса, в штаті Сонора відбулися серйозні економічні зрушення. Як і інших південних штатах, була збудована залізниця, яка з 1889-х років з'єдналася із північною лінією залізниці шляхом до Сполучених штатів. Процес електрифікації значно підвищив попит на мідь, що призвело до буму гірничих видобутків у сусідній Аризоні. Економічні зміни в штаті дозволили іноземцям та деяким мексиканським підприємцям отримати великі земельні ділянки в Мексиці. Іноземні власники підприємств мали тенденцію наймати азійських та європейських робітників. До 1910 р. північноамериканські найманці в Сонорі становили 2316 чоловік, китайського населення — 4886 чоловік (в 1919 році їх кількість досягнула 6078 чоловік) із загальної чисельності населення Сонори 265 383 чоловік. Привласнення земель як для сільського господарства, так і для гірничої промисловості, привело до посилення тиску на корінних мешканців племен я́кі та інших народів Сонори. У 1875—1887 роках, на чолі з вождем Хосе Марія Кахеме, племена я́кі вели боротьбу проти загарбання їхніх земель. У 1887 році федеральному уряду вдалося розбити повстанські загони а їхнього ватажка 15 травня було розстріляно. Пік масових вигнань сягнув максимуму у 1904—1908 роках, коли із Сонори було вислано майже четверту частину населення. Деякі були змушені втікати до штату Аризона, що в США. У 1906 році в місті Канані вибухнув страйк гірників. Близько 2000 гірників вимагали від американського власника Вільяма Гріна вийти з ними на переговори для вирішення питань щодо умов праці, але той відмовився та звернувся за допомогою до федерального уряду  а також до губернаторів штатів Сонора та Аризона. Коли через 2 дні прибули федеральні війська, страйк було усунено, а лідерів страйкарів страчено. Розвиток сільського господарства держави було призупинено через революцію, велику депресію та інші політичні потрясіння.

### Мексиканська революція (1910—1920)
Наприкінці 1910 року, під час Мексиканської революції, губернатор штату Куауїла Венустіано Карранса розмістив основну революційну базу в Ермосійо. Група революційних лідерів, які доєдналися до Карранси, були в основному вихідцями із середнього класу та селянського походження. У 1913 році, під час боротьби за владу поміж Каррансою та Обрегоном, до загонів Альваро Обрегона доєдналися племена я́кі. У 1916 році в Магдалені вибухнуло повстання проти китайських, найуспішніших на той час, компаній в Сонорі. У 1917 році Карранса став президентом Мексики і до 1920 року намагався придушити опозицію, створену Обрегоном в Сонорі. Уроженець Сонори Обрегон 8 квітня 1920 року організував державний переворот після якого Каррансу було арештовано, але останній зумів втекти. Пізніше Каррансу вбили прихильники Обрегона, а сам Обрегон став наступним президентом Мексики.  Фактично союз Обрегона з іншими лідерами завершив революцію.

### Післяреволюційний період

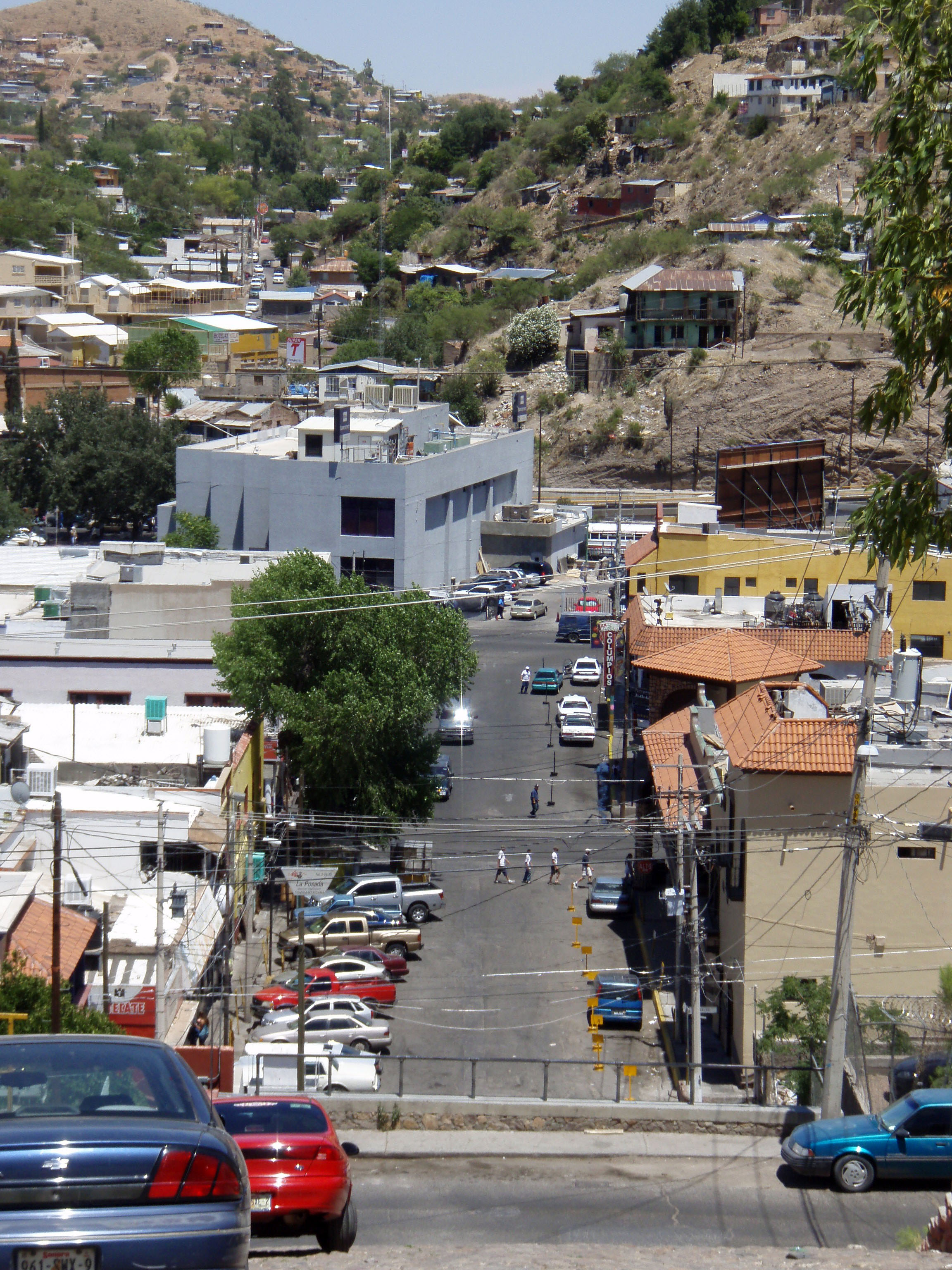
Колонія-Сентро (Пірсон-стріт), Ногалес

У 1925 році вибухнуло антикитайське повстання з вимогою вигнання китайців із Сонори та Сіналоа. Китайці змушені були емігрувати до Сполучених штатів, а деякі повертатися до Китаю. Губернатор Родольфо Еліас Кальєс був відповідальним за депортацію китайців до США. Незважаючи на розрив дипломатичних відносин, Кальєс не зупиняв вислання, доки його самого не вигнали із Сонори. За переписом населення 1940 року лише 92 китайці все ще жили в Сонорі, більше двох третин з них отримали мексиканське громадянство.
Основна реформа сільського господарства була розпочата в 1940-х роках коли дельта річки Майо була очищена від рослинності і перетворена на сільськогосподарські угіддя. Вода перекривалася дамбою Мокузарі в 24 км від міста Навойя (муніципалітет Аламос). Будівництво дамби було завершене в 1951 році, завдяки якій створили систему зрошувальних каналів. В 50-70-ті роки більше як двохсот міжнародних та вітчизняних підприємств перемістилися до ближче до столиці штату, що дало змогу розвинути сучасну інфраструктуру, таку як розширені магістралі, порти та аеропорт. У 1964 році побудувався міст, який сполучав Сонору із сусіднім штатом Баха-Каліфорнія. В Ермосійо побудувалися монтажні заводи, а також автомобільний завод «Ford».  Одним із найбільш розвинутих бізнесів Сонори став туризм, який зараз є однією з найважливіших галузей економіки, особливо уздовж узбережжя.
Починаючи з 90-х років кордони штатів США Техасу та Каліфорнії стали більш укріплені та був виставлений додатковий патруль, в першу чергу щоб запобігти нелегальній еміграції з Мексики. Але такі кроки привели до збільшення емігрантів на кордонах штатів США Нью-Мексико та Аризони. У 2000 році в Сонорі вибухнув скандал — на кордоні була затримана групу нелегалів з великою партією наркотиків. Часто нелегали збиваються з курсу. У 2010 році зафіксований найбільший показник смертей — при перетину кордону загинуло в пустелі від спеки 252 чоловіки. Також сонорці часто потрапляють до рук контрабандистів і гинуть.

## Персоналії
- Девід Санчес Канту (1992—2017) — мексиканський професійний боксер у другій найлегшій вазі, «тимчасовий» чемпіон Світової боксерської асоціації (WBA) з січня 2014 по вересень 2015 рр.